# جبال العمور
جبال العمور (به عربی: جبال العمور) یک رشته‌کوه در الجزایر است که در Laghouat Province, Algeria واقع شده‌است.
 جبال العمور   ۲٬۰۰۸ متر بالاتر از سطح دریا واقع شده‌است.